# Luis de Góngora y Argote
Luis de Góngora y Argote (født i Córdoba, 11. juli 1561, død samme sted 23. maj 1627) var en spansk poet der virkede under barokken. Góngora og hans ærkerival Francisco de Quevedo var de mest fremtrædende lyrikere i Spanien på denne tid.

## Biografi
Allerede som femtenårig student i Salamanca blev Góngora kendt for sit heftige gemyt, og på trods af den geistlige karriere han valgte, levede han et udsvævende liv fyldt af kortspil, tyrefægtning og kærlighedseventyr. Hans kærlighedsdigte handlede om jordisk kærlighed i modsætning til hans forløbere, som Santa Teresa de Jesús og San Juan de la Cruz, der beskrev kærligheden til Gud i et nærmest erotisk sprog.
Han rejste meget i hele Spanien og skaffede sig mange fjender, blandt andet forfatterne Quevedo, Lope de Vega og Cervantes. Den sidstnævnte udtrykte alligevel i sit digt Viaje del Parnaso (Rejse til Parnasset) en uden forbehold sin beundring for Góngoras digterkunst.
I 1617 blev han slotskapellan hos Filip 3. af Spanien, men dette varede kun en kort tid, og hans sidste år i Madrid skal han ha været ret fattig og forkommen, før han blev syg og vendte tilbage til Córdoba. Det er noget uafklaret hvorvidt hans fratræden fra stillingen som slotskapellan havde sammenhæng med Quevedos anklage mod Góngora for sodomi, der blev ansæt som en grov forbrydelse i Spanien på denne tid og belagt med dødsstraf. På baggrund af denne anklage har man antaget at Góngora var homoseksuel.
På trods af at han mere eller mindre ufrivilligt startede en egen stilretning i spansk lyrik, kaldet culteranismo og fik en række tilhængere, blev han nærmest fuldstendigt glemt af sin eftertid, men fik en øredøvende oprejsning i forbindelse med fejringen af hans 300 års dødsdag i 1927. I nyere tid bliver han regnet som en af Spaniens største digtere gennem tiderne.